# Грињо
Грињо (итал. Grigno) је насеље у Италији у округу Тренто, региону Трентино-Јужни Тирол.
Према процени из 2011. у насељу је живело 764 становника. Насеље се налази на надморској висини од 265 м.

## Становништво
| 1936. | 1951. | 1961. | 1971. | 1981. | 1991. | 2001. | 2011. |
| ----- | ----- | ----- | ----- | ----- | ----- | ----- | ----- |
| 2.968 | 3.003 | 2.807 | 2.653 | 2.488 | 2.327 | 2.340 | 2.271 |